# Steve Hooi
Steve Hooi (20 mei 1979) is een Nederlands acteur.

## Levensloop
Hooi studeerde in 2002 af aan de acteursopleiding van de Hogeschool voor de Kunsten Utrecht. Sindsdien speelt hij voorstellingen (onder andere bij het Ro Theater) en acteert hij in diverse series en films. Hij is onder meer bekend van zijn rollen in Deadline (2008), Van God Los (2011) en Lijn 32 (2012).

## Filmografie
- De Slet van 6VWO (2021) -  Meneer Duindoorn
- Klem (2017) – Rechercheur
- Celblok H (2014) – Colin
- Lijn 32 (2012) – Stanley Pinedo
- De Overloper (2012) – Robert
- Van God Los (2011) – Charlie
- Deadline (2008–2010) – Edwin Daal
- Van Speijk (2006) – John
- Sl8n8 (2006) – Ruud
- Cool! (2004) – Simon
- 06/05 (2004) – Ronald
- Boy Ecury (2003) – Boy Ecury